# Kolonia Wysockiego
Kolonia Wysockiego (potocznie Korea) – część Katowic, położona pomiędzy Nikiszowcem a Giszowcem na obszarze dzielnicy Janów-Nikiszowiec, w rejonie ulic T. Kulika i Braci Woźniaków. Powstała ona jako kolonia robotnicza dla pracowników Kopalni Węgla Kamiennego „Wieczorek” w latach 40. i 50. XX wieku według wzoru chaty śląskiej. Obszar kolonii był z biegiem czasu stale rozbudowywany o nowe budynki, przede wszystkim z wielkiej płyty.

## Historia i architektura

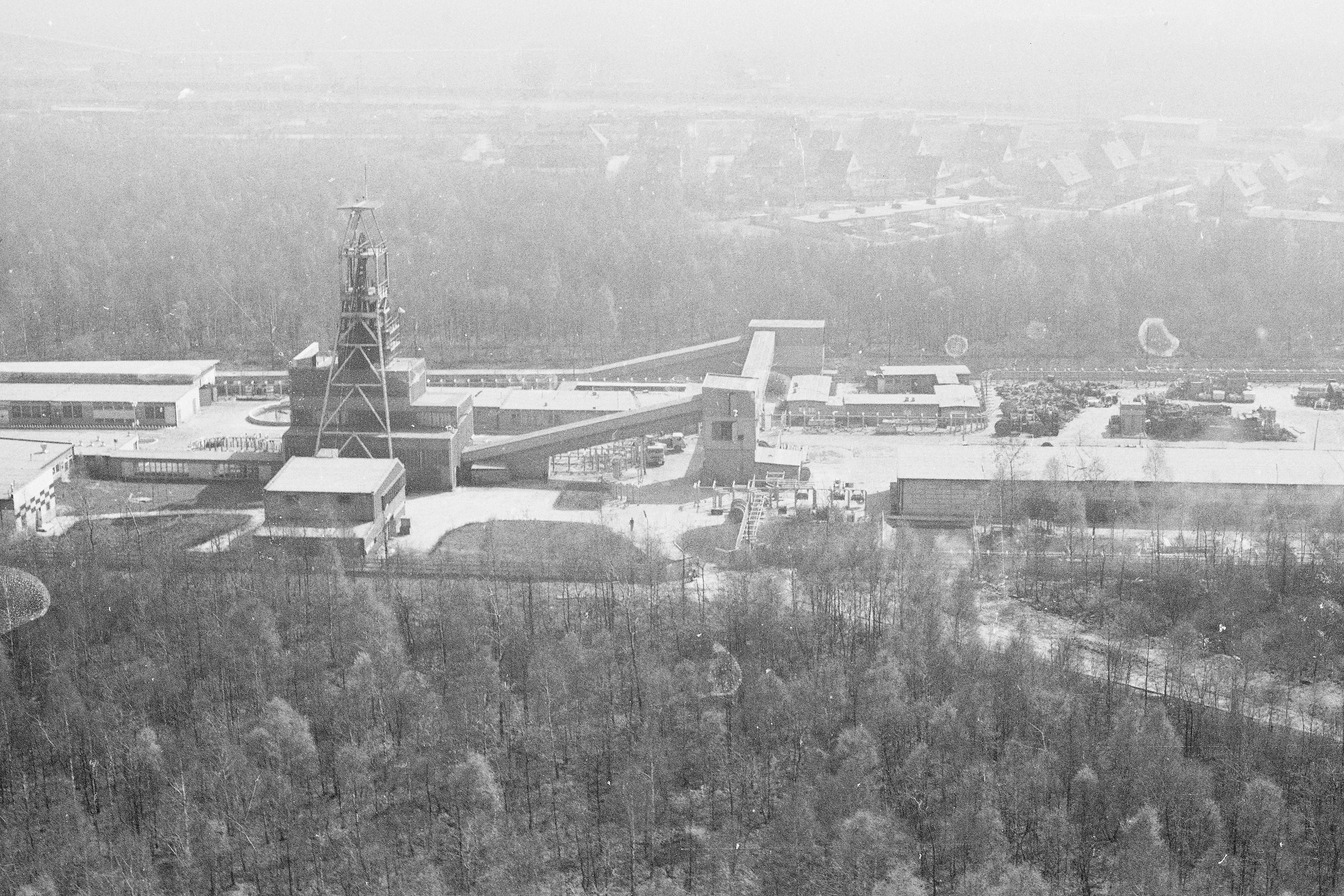
Zautomatyzowana Doświadczalna Kopalnia „Jan” w 1974 roku; w tle zabudowa kolonii Wysockiego

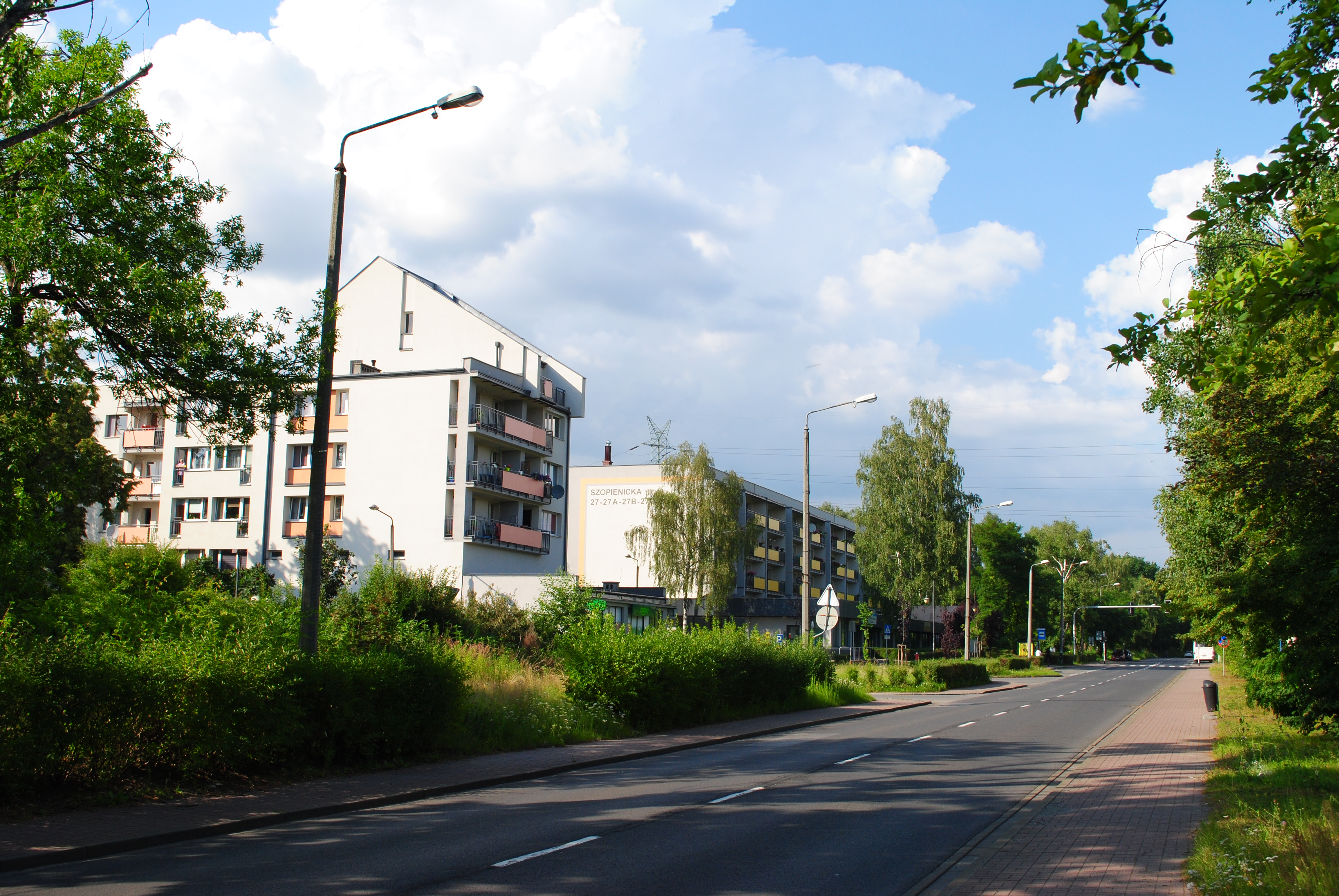
Budynki z wielkiej płyty przy ulicy Szopienickiej z lat 1981–1983

Kolonia powstała na przełomie lat 40. i 50. XX wieku na zlecenie kopalni węgla kamiennego „Wieczorek” dla swoich pracowników. Została ona wybudowana na terenie leśnym w gminie Janów, w połowie drogi pomiędzy Nikiszowcem a Giszowcem. Wówczas to, w latach 1950–1952 wybudowano kilkurodzinne murowane domy według wzoru chaty śląskiej, o wyglądzie domków fińskich, a architektura inspirowana była m.in. zabudową zabytkowego osiedla patronackiego Giszowiec. Domy są wyposażone w przydomowe ogródki i szopki. 
Dnia 31 grudnia 1959 roku kolonia stała się częścią Katowic. Była ona stale rozbudowywana. W latach 1963–1964 powstały budynki przy ulicy Braci Woźniaków 4 i T. Kulika 78, w latach 1965–1970 ciąg domów szeregowych przy ulicy T. Kulika 32-50 i budynek przy ulicy T. Kulika 2, w latach 1974–1977 bloki przy ulicy Braci Woźniaków 1–1e i 5–5a, a w 1977 roku ciąg bloków przy ulicy Braci Woźniaków 10–10d. Na początku lat 80. XX wieku po północno-wschodniej części kolonii rozpoczęto budowę budynków wielokondygnacyjnych z wielkiej płyty. Pierwszy kwartał zaczęto budować w 1981 roku (ulica Szopienicka 19–19c i 21–21b), a całość ukończono w 1983 roku. W 1989 roku przy osiedlu powstał budynek Miejskiego Przedszkola nr 32 w Katowicach.
Na północ od kopalni znajdowała się Zautomatyzowana Doświadczalna Kopalnia „Jan”, utworzona 1 stycznia 1969 roku celem prowadzenia prób i doświadczeń z zakresu nowoczesnych metod wydobywania węgla kamiennego, w tym automatyzacji produkcji i wdrażania nowych metod organizacji i zarządzania kopalnią. 30 września 1969 roku zakład przekazano Głównemu Instytutowi Górnictwa, a 1 stycznia 1976 roku kopalnię „Jan” włączono do kopalni „Wieczorek”. Zakład zakończył swoją działalność w 1993 roku.
Kolonia do listopada 1981 roku nosiła oficjalnie imię Flawiana Wysockiego − pracownika kopalni „Giesche” i działacza komunistycznego, który zginął w 1944 roku w obozie koncentracyjnym w Mauthausen. W tym też okresie nadano nazwy bezimiennym ulicom na jej obszarze. Potocznie nosi nazwę Korea, która nawiązuje do panującej w czasie budowy kolonii wojny koreańskiej.

## Charakterystyka

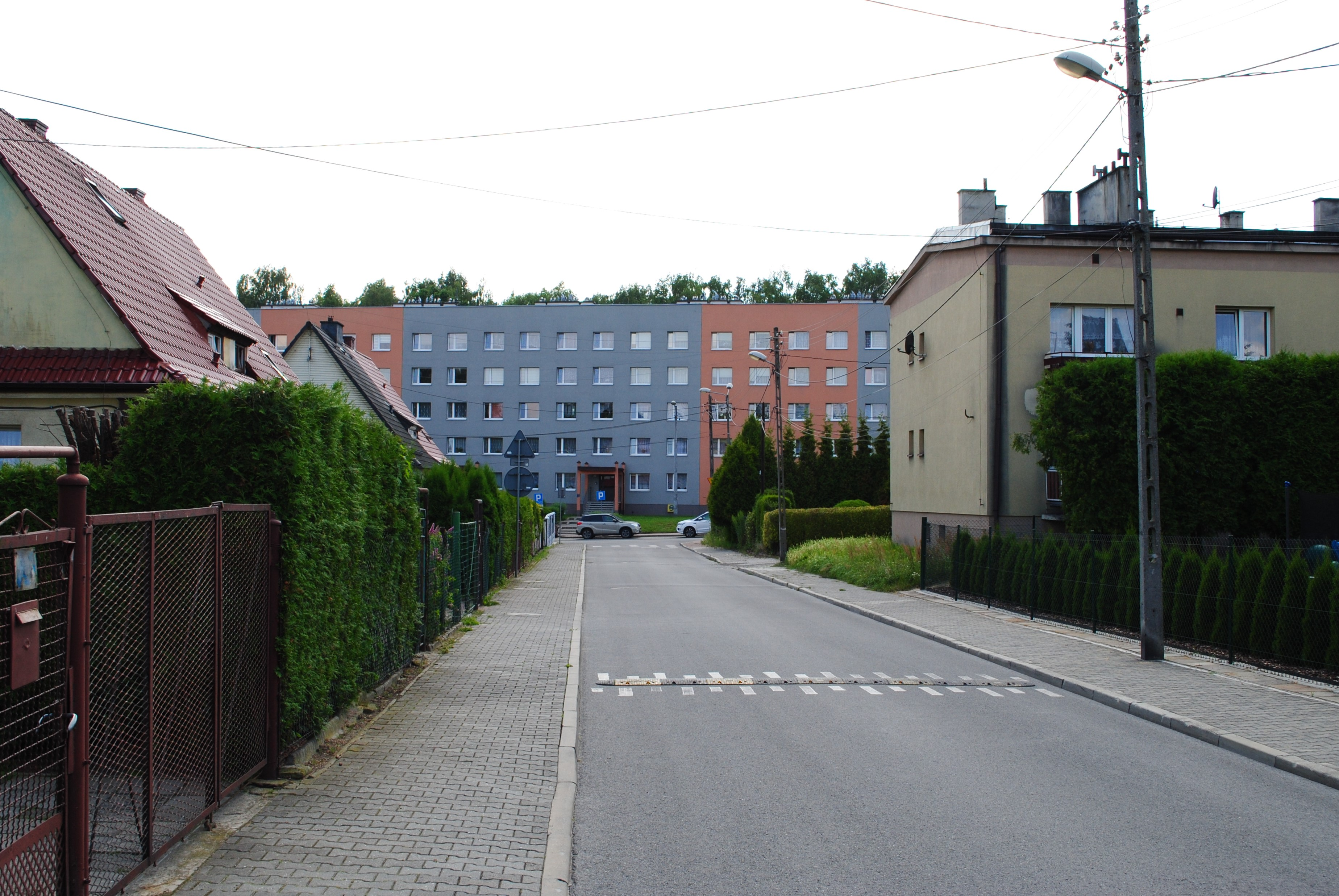
Ulica T. Kulika w rejonie kolonii

Kolonia Wysockiego położona jest w katowickiej dzielnicy Janów-Nikiszowiec i ciągnie się wzdłuż ulicy Szopienickiej, będącej jednym z głównych ciągów komunikacyjnych Katowic. Łączy ona kolonie w kierunku północnym z Nikiszowcem i dalej z drogą krajową nr 79 (ul. Bagienna), natomiast w kierunku południowym z Giszowcem. Na wysokości skrzyżowania z ulicą Braci Woźniaków, w godzinach popołudniowych we wrześniu 2007 roku poruszało się nią średnio 1190 pojazdów na godzinę. Ulice T. Kulika i Braci Woźniaków mają klasę dróg dojazdowych.
Publiczny transport zbiorowy przy kolonii Wysockiego zapewniają linie autobusowe kursujące na zlecenie Zarządu Transportu Metropolitalnego (ZTM). Przy ulicy Szopienickiej zlokalizowane są dwa przystanki autobusowe: Kolonia Wysockiego Woźniaków i Kolonia Wysockiego Kulika. W listopadzie 2020 roku zatrzymywały się na nich autobusy ośmiu linii: 30, 72, 108, 292, 672N, 674, 695 i 920. Zapewniają one bezpośrednie połączenia kolonii Wysockiego z poszczególnymi dzielnicami Katowic, a także z sąsiednimi miastami: z Mikołowem, Mysłowicami i Siemianowicami Śląskimi. 
W kolonii działalność gospodarcza skoncentrowana jest przy budynkach z lat 80. XX wieku, położonych w północno-wschodniej części kolonii. Według stanu z listopada 2020 roku znajdują się tu działalności związane głównie z zaspokojeniem podstawowych potrzeb mieszkańców. Są to sklepy spożywcze i piekarnia, a także sklep z częściami samochodowymi. W miejscu dawnej Zautomatyzowanej Doświadczalnej Kopalni „Jan”, przy ulicy Górniczego Dorobku 49 zlokalizowane było  w tym czasie przedsiębiorstwo górniczo-mechaniczno-transportowe Trans-Jan.
Przy ulicy Szopienickiej 29 znajduje się Miejskie Przedszkole nr 32 w Katowicach, składające się z czterech oddziałów. Wierni rzymskokatoliccy z kolonii Wysockiego przynależą do parafii św. Anny.